# Энцефалопатия
Энцефалопа́тия и энце́фалопати́я, также органи́ческое пораже́ние головно́го мо́зга (от др.-греч. ἐγκέφαλος — головной мозг + πάθος — болезнь или страдание) — общее название для невоспалительных (в отличие от энцефалита) заболеваний головного мозга, при которых дистрофически изменяется ткань мозга, что приводит к нарушению его функции. Энцефалопатия бывает врождённая и приобретённая (например, органические поражения головного мозга, связанные с отравлениями, инфекциями, алкоголизмом, травмами, гиповитаминозами, сосудистыми заболеваниями головного мозга, нехваткой витамина В₁).

## Причины
Причины энцефалопатии:
- Травмы головного мозга (посттравматическая энцефалопатия). Ещё известна как «синдром пропущенного удара» (и связанная с этим «хроническая энцефалопатия»). Нередко наблюдается у спортсменов: боксёров, игроков в американский футбол. См. энцефалопатия боксёров.
- Патология беременности и родов у матери (перинатальная энцефалопатия).
- Атеросклероз, гипертоническая болезнь, дисциркуляция (сосудистая, гипертоническая).
- Воспалительные изменения стенок сосудов[6][неавторитетный источник]
- Хронические интоксикации алкоголем, тяжёлыми металлами, медикаментами и ядами (токсическая энцефалопатия)
- Наркомания
- Тяжёлые заболевания печени и почек (печеночная энцефалопатия, уремическая энцефалопатия)
- Лучевая (радиационное поражение)
- Ишемия (хроническое кислородное голодание мозга)
- Диабет
- Венозная (повышенное внутричерепное давление)

## Симптомы
Симптомы энцефалопатии носят самый разнообразный характер.
Самыми частыми из симптомов энцефалопатии считаются:
- расстройства памяти и сознания;
- отсутствие инициативы;
- головная боль;
- желание умереть;
- головокружения;
- шум в голове[7][неавторитетный источник];
- депрессии.

Больные с подобными симптомами энцефалопатии часто жалуются на быструю утомляемость, раздражительность, рассеянность, слезливость, плохой сон, общую слабость.
При этом при их осмотре отмечается апатия, вязкость мысли, многословие, сужение круга интересов и критики, дневная сонливость, трудность произношения некоторых слов и другие симптомы.

## Диагностика
Диагностика энцефалопатии использует методики:
- Реоэнцефалография (РЭГ), ультразвуковая доплерография (УЗДГ) сосудов шеи и головного мозга
- Рентгенография шейного отдела позвоночника с функциональными пробами
- Магнитно-резонансная томография (МРТ) головного мозга и МРТ сосудов головного мозга
- МРТ шейного отдела позвоночника

## Виды энцефалопатии
- ВИЧ-энцефалопатия[англ.] (ВИЧ-деменция)
- Гипертензивная энцефалопатия
- Глициновая энцефалопатия[англ.]
- Дисциркуляторная энцефалопатия
- Митохондриальная энцефалопатия (синдром MELAS)
- Перинатальная энцефалопатия
- Печёночная энцефалопатия (печёночная кома)
- Подкорковая атеросклеротическая энцефалопатия (болезнь Бинсвангера)
- Острая печёночная энцефалопатия (синдром Рея)
- Токсическая энцефалопатия[англ.]
  - Марганцевая энцефалопатия
- Трансмиссивные губчатые энцефалопатии (прионные болезни)
  - Болезнь Крейтцфельдта — Якоба
  - Губчатая энцефалопатия крупного рогатого скота (ГЭКРС)
  - Болезнь Куру
  - Синдром Герстмана — Штраусслера — Шейнкера
  - Фатальная семейная бессонница
- Хроническая травматическая энцефалопатия
- Энцефалопатия Вернике (Синдром Гайе — Вернике)
- Энцефалопатия Хасимото

## Лечение
Лечение энцефалопатии носит длительный курсовой характер с учётом тяжести и стажа заболевания, а также возраста и сопутствующих болезней у пациента.
Диагностика энцефалопатии строится с учётом:
- Неврологического статуса
- Психологического статуса
- Результатов анализов:
  - крови
  - спинномозговой жидкости
- Данных МРТ головного мозга

Таких курсов лечения, которые проводятся как амбулаторно, так и в условиях стационара, требуется от 2 до 3 в течение года, в зависимости от тяжести энцефалопатии.
Методы лечения энцефалопатии:
- Медикаментозная терапия (нестероидные противовоспалительные препараты, анальгетики, гормоны)
- Метаболитная, сосудистая, антиоксидантная терапия
- Блокады — инъекции препаратов в полость канала
- Мануальная терапия (мышечная, суставная и корешковая техника)
- Остеопатия
- Физиотерапия (УВЧ, СМТ)
- Лечебная физическая культура (ЛФК)
- Оперативное лечение

Указанные методики лечения и лечебные действия применяются в зависимости от тяжести проявлений и причин энцефалопатии у пациента.
В каждом конкретном случае медикаментозная терапия назначается индивидуально в зависимости от:
- причины, вызвавшей энцефалопатию;
- степени тяжести заболевания;
- преобладающих симптомов.